# Aki Parviainen
Aki Parviainen (Aki Uolevi Parviainen; * 26. Oktober 1974 in Helsinki) ist ein finnischer Speerwerfer.
Aki Parviainen konnte schon als Jugendlicher Altersklassenweltbestleistungen im Speerwurf aufstellen. 1991 gewann er bei den Europameisterschaften der Junioren Bronze. 1992 bei den Juniorenweltmeisterschaften errang er die Goldmedaille. Als Erwachsenem gelang es ihm in der Speerwurfnation Finnland, von 1998 bis 2003 sechs Jahre hintereinander den nationalen Meistertitel zu gewinnen. Bei den Olympischen Spielen 2000 in Sydney belegte er den 5. Platz. 
Bei Weltmeisterschaften gelang ihm eine bemerkenswerte Serie: 1995 und 2005 verfehlte er als jeweils Neunter den Endkampf, aber dazwischen belegte er die Plätze 8 (1997), 1 (1999), 2 (2001) und 5 (2003). Damit konnte er auch in der Ära des Tschechen Jan Železný und des Briten Steve Backley die Erfolgsserie finnischer Speerwerfer fortsetzen. 
Bei Europameisterschaften konnte er mit Platz 9 (1998) und Platz 8 (2002) hingegen nicht glänzen. 
Seine Bestleistung steht seit 1999 bei 93,09 m.

## Erfolge
- Olympische Spiele 2000 in Sydney: Fünfter mit 86,62 m
- Weltmeisterschaften 1999 in Sevilla: Gold mit 89,52 m
- Weltmeisterschaften 2001 in Edmonton: Silber mit 91,31 m